# Star Trek: Nová generace (knižní série)
Star Trek: Nová generace (v anglickém originále Star Trek: The Next Generation) je knižní série science fiction románů na motivy stejnojmenného amerického televizního seriálu (vysílán 1987–1994) a na něj navazujících čtyř filmů (1994–2002). Knihy v anglickém originále vydává od roku 1987 americké nakladatelství Pocket Books, díla jsou licencována držitelem autorských práv, filmovým studiem Paramount Pictures. Jedná se o součást rozsáhlého fiktivního univerza Star Treku, Nová generace je dějově zasazena především do 60. až 80. let 24. století. Hlavními hrdiny je posádka hvězdné lodě Spojené federace planet USS Enterprise-D (později místo ní USS Enterprise-E), které velí kapitán Jean-Luc Picard za pomoci prvního důstojníka Williama Rikera.
V Česku byly některé romány vydány v letech 1994 a 1995 nakladatelstvím X-Egem, od roku 1999 nakladatelstvím Laser-books a od roku 2017 nakladatelstvím Brokilon.

## Novelizace epizod a filmů
Ze scénářů vybraných epizod seriálu Nová generace byly napsány jejich novelizace, doplněné o vynechané či nenatočené pasáže a doplňující i podrobnější informace. Z pěti případů se ve čtyřech jednalo o dvojepizody (včetně pilotní a závěrečné), pouze román Střepy času vychází z běžného dílu, kde však mimořádně hostoval Montgomery Scott z původního seriálu. Byly vydány také novelizace všech čtyř filmů, které navazují na Novou generaci; vyjma Prvního kontaktu vždy ve dvou verzích, v běžné a ve zkrácené pro mladší čtenáře. První kontakt vyšel dokonce ve čtyřech variantách, které kromě běžné a zkrácené pro mladší čtenáře zahrnovaly i dvě verze pro děti: první zaměřenou na děj s Borgy a druhou zaměřenou na děj na Zemi okolo Zeframa Cochranea. Z celkového počtu devíti novelizací jich v češtině vyšlo pět.
| Český název            | Anglický název        | Autor                | Vydáno v USA  | Vydáno v ČR | Překladatel       | Nakladatelství v ČR | Televizní epizoda nebo film | Časový rámec děje |
| ---------------------- | --------------------- | -------------------- | ------------- | ----------- | ----------------- | ------------------- | --------------------------- | ----------------- |
| Střetnutí na Farpointu | Encounter at Farpoint | David Gerrold        | říjen 1987    | 1994        | Michal Švejda     | X-Egem              | „Střetnutí na Farpointu“    | 2364              |
| Sjednocení             | Unification           | Jeri Taylor          | listopad 1991 | 1995        | Matouš Ibl        | X-Egem              | „Sjednocení“                | 2368              |
| Střepy času            | Relics                | Michael Jan Friedman | listopad 1992 | 1994        | Matouš Ibl        | X-Egem              | „Host“                      | 2369              |
| Vpád                   | Descent               | Diane Carey          | říjen 1993    | 1995        | Marie Jungmannová | X-Egem              | „Vpád“                      | 2369–2370         |
|                        | All Good Things…      | Michael Jan Friedman | červen 1994   |             |                   |                     | „Všechno dobré…“            | 2364, 2370, 2395  |
|                        | Generations           | J. M. Dillard        | prosinec 1994 |             |                   |                     | Star Trek: Generace         | 2293, 2371        |
|                        | First Contact         | J. M. Dillard        | prosinec 1996 |             |                   |                     | Star Trek: První kontakt    | 2063, 2373        |
|                        | Insurrection          | J. M. Dillard        | listopad 1998 |             |                   |                     | Star Trek: Vzpoura          | 2375              |
| Nemesis                | Nemesis               | J. M. Dillard        | prosinec 2002 | 2003        | Radim Rouče       | Laser-books         | Star Trek: Nemesis          | 2379              |

## Číslovaná řada
Již po první odvysílané sezóně Nové generace byl vydán v létě 1988 první román z paperbackové číslované řady, která nakonec do roku 2002 dosáhla počtu 64 knih. Jedná se většinou o samostatné příběhy, které jsou dějově řazeny především do let 2364–2370 (kdy se Nová generace odehrávala), do mezer mezi jednotlivými epizodami. Romány vydávané po roce 1997 zasahují až do poloviny 70. let 24. století, kdy se odehrává třetí navazující film. V rámci číslované řady vznikly dvě samostatné minisérie (The Q Continuum se třemi knihami a Double Helix se šesti příběhy) a dva dvojité romány (Gemworld a Maximum Warp). Česky bylo vydáno prvních 14 knih.
| Číslo | Český název           | Anglický název                     | Autor                                                                | Vydáno v USA  | Vydáno v ČR | Překladatel      | Nakladatelství v ČR | Časový rámec děje                                    |
| ----- | --------------------- | ---------------------------------- | -------------------------------------------------------------------- | ------------- | ----------- | ---------------- | ------------------- | ---------------------------------------------------- |
| 1     | Loď duchů             | Ghost Ship                         | Diane Carey                                                          | červenec 1988 | 1999        | Dana Krejčová    | Laser-books         | 2364 (po ep. „Klingonské srdce“)                     |
| 2     | Strážci míru          | The Peacekeepers                   | Gene DeWeese                                                         | září 1988     | 2000        | Oldřich Vaněček  | Laser-books         | 2364 (po ep. „Až se ucho utrhne“)                    |
| 3     | Děti z Hamlinu        | The Children of Hamlin             | Carmen Carter                                                        | listopad 1988 | 2000        | Silvie Šustrová  | Laser-books         | 2364 (někdy před ep. „Slupka všeho zla“)             |
| 4     | Otázka bezpečnosti    | Survivors                          | Jean Lorrah                                                          | leden 1989    | 2000        | Marek Čtrnáct    | Laser-books         | 2364 (po ep. „Klingonské srdce“)                     |
| 5     | Zóna úderu            | Strike Zone                        | Peter David                                                          | březen 1989   | 2001        | Jakub Hegenbart  | Laser-books         | 2365 (po ep. „Nezkrotný Okona“)                      |
| 6     | Boj o moc             | Power Hungry                       | Howard Weinstein                                                     | květen 1989   | 2001        | Klára Kučerová   | Laser-books         | 2365 (po ep. „Nezkrotný Okona“)                      |
| 7     | Masky                 | Masks                              | John Vornholt                                                        | červenec 1989 | 2002        | Zdeněk Trmota    | Laser-books         | 2365 (po ep. „Vladařka“)                             |
| 8     | Čest kapitánů         | The Captains' Honor                | David a Daniel Dvorkinovi                                            | září 1989     | 2003        | Radim Rouče      | Laser-books         | 2365 (po ep. „Dítě“)                                 |
| 9     | Výkřik do tmy         | A Call to Darkness                 | Michael Jan Friedman                                                 | listopad 1989 | 2003        | Zdeněk Trmota    | Laser-books         | 2365 (po ep. „Posel“)                                |
| 10    | Prašť jako uhoď       | A Rock and a Hard Plac             | Peter David                                                          | leden 1990    | 2003        | Radim Rouče      | Laser-books         | 2366 (po ep. „Vlastnosti velitele“)                  |
| 11    | Gulliverovi chráněnci | Gulliver's Fugitives               | Keith Sharee                                                         | květen 1990   | 2005        | Anna Štefánková  | Laser-books         | 2366 (před ep. „Zničená planeta“)                    |
| 12    | Svět zkázy            | Doomsday World                     | Carmen Carter, Peter David, Michael Jan Friedman, Robert Greenberger | červenec 1990 | 2006        | Radim Rouče      | Laser-books         | 2366 (po ep. „Kdo pozoruje pozorovatele?“)           |
| 13    | Oči vidoucích         | The Eyes of the Beholders          | A. C. Crispin                                                        | září 1990     | 2007        | Ladislav Jelínek | Laser-books         | 2366 (po ep. „Poslušnost“)                           |
| 14    | Vyhnanci              | Exiles                             | Howard Weinstein                                                     | listopad 1990 | 2008        | Vít Pazlar       | Laser-books         | 2366 (po ep. „Faktor pomsty“)                        |
| 15    |                       | Fortune's Light                    | Michael Jan Friedman                                                 | leden 1991    |             |                  |                     | 2366 (po ep. „Potomek“)                              |
| 16    |                       | Contamination                      | John Vornholt                                                        | březen 1991   |             |                  |                     | 2367 (po ep. „Opět spolu“)                           |
| 17    |                       | Boogeymen                          | Mel Gilden                                                           | červenec 1991 |             |                  |                     | 2366 (po ep. „Kapitánova dovolená“)                  |
| 18    |                       | Q-in-Law                           | Peter David                                                          | říjen 1991    |             |                  |                     | 2366 (po ep. „Planá zábava“)                         |
| 19    |                       | Perchance to Dream                 | Howard Weinstein                                                     | prosinec 1991 |             |                  |                     | 2368 (po ep. „Neštěstí“)                             |
| 20    |                       | Spartacus                          | T. L. Mancour                                                        | únor 1992     |             |                  |                     | 2366 (po ep. „Sarek“)                                |
| 21    |                       | Chains of Command                  | Bill McCay, Eloise Flood                                             | duben 1992    |             |                  |                     | 2368 (po ep. „Násilník“)                             |
| 22    |                       | Imbalance                          | V. E. Mitchell                                                       | červen 1992   |             |                  |                     | 2367 (po ep. „Hostitel“)                             |
| 23    |                       | War Drums                          | John Vornholt                                                        | září 1992     |             |                  |                     | 2368 (po ep. „Záhada“)                               |
| 24    |                       | Nightshade                         | Laurell K. Hamilton                                                  | prosinec 1992 |             |                  |                     | 2368 (po ep. „Další fáze“)                           |
| 25    |                       | Grounded                           | David Bischoff                                                       | březen 1993   |             |                  |                     | 2368 (po ep. „Hra“)                                  |
| 26    |                       | The Romulan Prize                  | Simon Hawke                                                          | květen 1993   |             |                  |                     | 2369 (po ep. „Změna velení“)                         |
| 27    |                       | Guises of the Mind                 | Rebecca Neason                                                       | září 1993     |             |                  |                     | 2368 (po ep. „Cena života“)                          |
| 28    |                       | Here There Be Dragons              | John Peel                                                            | prosinec 1993 |             |                  |                     | 2369 (po ep. „Únosci“)                               |
| 29    |                       | Sins of Commission                 | Susan Wright                                                         | březen 1994   |             |                  |                     | 2368 (po ep. „Neštěstí“)                             |
| 30    |                       | Debtors' Planet                    | W. R. Thompson                                                       | květen 1994   |             |                  |                     | 2367 (po ep. „Záhadná zmizení“)                      |
| 31    |                       | Foreign Foes                       | Dave Galanter, Greg Brodeur                                          | srpen 1994    |             |                  |                     | 2370 (po ep. „Pegasus“)                              |
| 32    |                       | Requiem                            | Michael Jan Friedman, Kevin Ryan                                     | říjen 1994    |             |                  |                     | 2267 (před ep. „Aréna“), 2370 (po ep. „Konec cesty“) |
| 33    |                       | Balance of Power                   | Dafydd ab Hugh                                                       | leden 1995    |             |                  |                     | 2370 (po ep. „Temný kout“)                           |
| 34    |                       | Blaze of Glory                     | Simon Hawke                                                          | březen 1995   |             |                  |                     | 2370 (po ep. „Spojení“)                              |
| 35    |                       | The Romulan Stratagem              | Robert Greenberger                                                   | květen 1995   |             |                  |                     | 2369 (po ep. „Právoplatný dědic“)                    |
| 36    |                       | Into the Nebula                    | Gene DeWeese                                                         | červenec 1995 |             |                  |                     | 2370 (po ep. „Síla přírody“)                         |
| 37    |                       | The Last Stand                     | Brad Ferguson                                                        | říjen 1995    |             |                  |                     | 2368 (po ep. „Záhada“)                               |
| 38    |                       | Dragon's Honor                     | Kij Johnson, Greg Cox                                                | leden 1996    |             |                  |                     | 2370 (po ep. „Vpád“)                                 |
| 39    |                       | Rogue Saucer                       | John Vornholt                                                        | březen 1996   |             |                  |                     | 2370 (po ep. „Preventivní úder“)                     |
| 40    |                       | Possession                         | J. M. Dillard, Kathleen O'Malley                                     | květen 1996   |             |                  |                     | 2370                                                 |
| 41    |                       | Invasion! #2: The Soldiers of Fear | Dean Wesley Smith, Kristine Kathryn Rusch                            | červen 1996   |             |                  |                     | 2369                                                 |
| 42    |                       | Infiltrator                        | W. R. Thompson                                                       | září 1996     |             |                  |                     | 2370 (po ep. „Síla přírody“)                         |
| 43    |                       | A Fury Scorned                     | Pamela Sargent, George Zebrowski                                     | listopad 1996 |             |                  |                     | 2369                                                 |
| 44    |                       | The Death of Princes               | John Peel                                                            | leden 1997    |             |                  |                     | 2369 (po ep. „Druhá šance“)                          |
| 45    |                       | Intellivore                        | Diane Duane                                                          | duben 1997    |             |                  |                     | 2371 (někdy před filmem Star Trek: Generace)         |
| 46    |                       | To Storm Heaven                    | Esther Friesner                                                      | prosinec 1997 |             |                  |                     | 2369                                                 |
| 47    |                       | The Q Continuum #1: Q-Space        | Greg Cox                                                             | srpen 1998    |             |                  |                     | 2374                                                 |
| 48    |                       | The Q Continuum #2: Q-Zone         | Greg Cox                                                             | srpen 1998    |             |                  |                     | 2374                                                 |
| 49    |                       | The Q Continuum #3: Q-Strike       | Greg Cox                                                             | září 1998     |             |                  |                     | 2374                                                 |
| 50    |                       | Dyson Sphere                       | Charles Pellegrino, George Zebrowski                                 | duben 1999    |             |                  |                     | 2370 (po ep. „Síla přírody“)                         |
| 51    |                       | Double Helix #1: Infection         | John Gregory Betancourt                                              | červen 1999   |             |                  |                     | 2364 (po ep. „Bez zábran“)                           |
| 52    |                       | Double Helix #2: Vectors           | Dean Wesley Smith, Kristine Kathryn Rusch                            | červenec 1999 |             |                  |                     | 2366 (po ep. „Šedé přízraky“)                        |
| 53    |                       | Double Helix #3: Red Sector        | Diane Carey                                                          | červenec 1999 |             |                  |                     | 2353, 2357, 2369                                     |
| 54    |                       | Double Helix #4: Quarantine        | John Vornholt                                                        | červenec 1999 |             |                  |                     | 2371                                                 |
| 55    |                       | Double Helix #5: Double or Nothing | Peter David                                                          | srpen 1999    |             |                  |                     | 2375                                                 |
| 56    |                       | Double Helix #6: The First Virtue  | Michael Jan Friedman, Christie Golden                                | srpen 1999    |             |                  |                     | 2350                                                 |
| 57    |                       | The Forgotten War                  | William R. Forstchen                                                 | září 1999     |             |                  |                     | 2367                                                 |
| 58    |                       | Gemworld #1                        | John Vornholt                                                        | únor 2000     |             |                  |                     | 2375                                                 |
| 59    |                       | Gemworld #2                        | John Vornholt                                                        | únor 2000     |             |                  |                     | 2375                                                 |
| 60    |                       | Tooth and Claw                     | Doranna Durgin                                                       | únor 2001     |             |                  |                     | 2371                                                 |
| 61    |                       | Diplomatic Implausibility          | Keith R. A. DeCandido                                                | únor 2001     |             |                  |                     | 2376                                                 |
| 62    |                       | Maximum Warp #1: Dead Zone         | Dave Galanter, Greg Brodeur                                          | březen 2001   |             |                  |                     | 2376                                                 |
| 63    |                       | Maximum Warp #2: Forever Dark      | Dave Galanter, Greg Brodeur                                          | březen 2001   |             |                  |                     | 2376                                                 |
| 64    |                       | Immortal Coil                      | Jeffrey Lang                                                         | únor 2002     |             |                  |                     | 2374                                                 |

## Nečíslované romány
Od roku 1990 do roku 2005 byly vydávány také samostatné nečíslované romány v hardbackové nebo paperbackové formě, dějově rozsáhlejší než romány číslované řady a odehrávající se mezi lety 2364 a 2379 (mezi začátkem Nové generace a posledním filmem Star Trek: Nemesis; výjimečně i dříve). V roce 2007 vyšla navíc kniha The Sky's the Limit, což je sbírka povídek několika autorů zasazených do různých let. Jako poslední z nečíslované řady vyšla na přelomu let 2007 a 2008 šestidílná minisérie ebooků Slings and Arrows. Kniha Klingon (1996) je románovým přepisem počítačové hry Star Trek: Klingon a kombinuje prvky sérií Nové generace a Deep Space Nine. Z celkového počtu 47 nečíslovaných románů jich česky vyšlo osm.
| Český název            | Anglický název                                              | Autor                                     | Vydáno v USA  | Vydáno v ČR | Překladatel                     | Nakladatelství v ČR | Časový rámec děje                                                                            |
| ---------------------- | ----------------------------------------------------------- | ----------------------------------------- | ------------- | ----------- | ------------------------------- | ------------------- | -------------------------------------------------------------------------------------------- |
| Metamorfózy            | Metamorphosis                                               | Jean Lorrah                               | březen 1990   | 1995        | Stanislav Kadlec                | X-Egem              | 2365 (po ep. „Lidský rozměr“)                                                                |
| Vendetta               | Vendetta                                                    | Peter David                               | květen 1991   | 1995        | Marie Jungmannová               | X-Egem              | 2367 (po ep. „Každému po zásluze“)                                                           |
| Smrtelné ohrožení      | Reunion                                                     | Michael Jan Friedman                      | listopad 1991 | 1995        | Michal Švejda, Ludmila Švejdová | X-Egem              | 2367                                                                                         |
| Imzadi                 | Imzadi                                                      | Peter David                               | srpen 1992    | 1994 2005   | Stanislav Kadlec                | X-Egem Laser-books  | 2359, 2364, 2368, 2408                                                                       |
| Satanovo srdce         | The Devil's Heart                                           | Carmen Carter                             | duben 1993    | 1995        | Vladimír Panoš                  | X-Egem              | 2368 (po ep. „Já, Borg“)                                                                     |
| Temné zrcadlo          | Dark Mirror                                                 | Diane Duane                               | prosinec 1993 | 1995        | Jiří Durman                     | X-Egem              | 2367 (po ep. „To nejlepší z obou světů“)                                                     |
| Q na druhou            | Q-Squared                                                   | Peter David                               | červenec 1994 | 2001        | Anna Štefánková                 | Laser-books         | 2370 (po ep. „Temný kout“)                                                                   |
|                        | Crossover                                                   | Michael Jan Friedman                      | prosinec 1995 |             |                                 |                     | 2371 (někdy před filmem Star Trek: Generace)                                                 |
|                        | Klingon                                                     | Dean Wesley Smith, Kristine Kathryn Rusch | květen 1996   |             |                                 |                     | 2370                                                                                         |
|                        | Kahless                                                     | Michael Jan Friedman                      | červenec 1996 |             |                                 |                     | 2371 (někdy před filmem Star Trek: Generace)                                                 |
|                        | Day of Honor #1: Ancient Blood                              | Diane Carey                               | září 1997     |             |                                 |                     | 2371                                                                                         |
|                        | Ship of the Line                                            | Diane Carey                               | říjen 1997    |             |                                 |                     | 2278, 2368, 2371 (po filmu Star Trek: Generace), 2373 (před filmem Star Trek: První kontakt) |
|                        | The Best and the Brightest                                  | Susan Wright                              | únor 1998     |             |                                 |                     | 2368–2371                                                                                    |
|                        | Planet X                                                    | Michael Jan Friedman                      | květen 1998   |             |                                 |                     | 2374                                                                                         |
|                        | The Captain's Table #2: Dujonian's Hoard                    | Michael Jan Friedman                      | červen 1998   |             |                                 |                     | 2371                                                                                         |
| Imzadi II: Trojúhelník | Triangle: Imzadi II                                         | Peter David                               | říjen 1998    | 2007        | Radim Rouče                     | Laser-books         | 2371 (po filmu Star Trek: Generace), 2374                                                    |
|                        | The Dominion War #1: Behind Enemy Lines                     | John Vornholt                             | listopad 1998 |             |                                 |                     | 2373                                                                                         |
|                        | The Dominion War #3: Tunnel Through the Stars               | John Vornholt                             | listopad 1998 |             |                                 |                     | 2374                                                                                         |
|                        | I, Q                                                        | John de Lancie, Peter David               | září 1999     |             |                                 |                     | 2375                                                                                         |
|                        | The Valiant                                                 | Michael Jan Friedman                      | duben 2000    |             |                                 |                     | 2069, 2333                                                                                   |
|                        | The Genesis Wave #1                                         | John Vornholt                             | září 2000     |             |                                 |                     | 2376                                                                                         |
|                        | The Genesis Wave #2                                         | John Vornholt                             | duben 2001    |             |                                 |                     | 2376                                                                                         |
|                        | Section 31: Rogue                                           | Andy Mangels, Michael A. Martin           | květen 2001   |             |                                 |                     | 2372–2373                                                                                    |
|                        | The Genesis Wave #3                                         | John Vornholt                             | leden 2002    |             |                                 |                     | 2377                                                                                         |
|                        | Gateways #3: Doors Into Chaos                               | Robert Greenberger                        | září 2001     |             |                                 |                     | 2376                                                                                         |
|                        | A Hard Rain                                                 | Dean Wesley Smith                         | březen 2002   |             |                                 |                     | 2377                                                                                         |
|                        | The Battle of Betazed                                       | Charlotte Douglas, Susan Kearney          | duben 2002    |             |                                 |                     | 2374–2375                                                                                    |
|                        | Do Comets Dream?                                            | S. P. Somtow                              | červenec 2003 |             |                                 |                     | 2371 (někdy před filmem Star Trek: Generace)                                                 |
|                        | The Genesis Wave: Genesis Force                             | John Vornholt                             | červenec 2003 |             |                                 |                     | 2377                                                                                         |
|                        | A Time to… #1: A Time to Be Born                            | John Vornholt                             | únor 2004     |             |                                 |                     | 2378                                                                                         |
|                        | A Time to… #2: A Time to Die                                | John Vornholt                             | únor 2004     |             |                                 |                     | 2378                                                                                         |
|                        | A Time to… #3: A Time to Sow                                | Dayton Ward, Kevin Dilmore                | březen 2004   |             |                                 |                     | 2378                                                                                         |
|                        | A Time to… #4: A Time to Harvest                            | Dayton Ward, Kevin Dilmore                | duben 2004    |             |                                 |                     | 2378                                                                                         |
|                        | A Time to… #5: A Time to Love                               | Robert Greenberger                        | květen 2004   |             |                                 |                     | 2379 (před filmem Star Trek: Nemesis)                                                        |
|                        | A Time to… #6: A Time to Hate                               | Robert Greenberger                        | červen 2004   |             |                                 |                     | 2379 (před filmem Star Trek: Nemesis)                                                        |
|                        | A Time to… #7: A Time to Kill                               | David Mack                                | červenec 2004 |             |                                 |                     | 2379 (před filmem Star Trek: Nemesis)                                                        |
|                        | A Time to… #8: A Time to Heal                               | David Mack                                | srpen 2004    |             |                                 |                     | 2379 (před filmem Star Trek: Nemesis)                                                        |
|                        | A Time to… #9: A Time for War, a Time for Peace             | Keith R. A. DeCandido                     | říjen 2004    |             |                                 |                     | 2379 (před filmem Star Trek: Nemesis)                                                        |
|                        | Engines of Destiny                                          | Gene DeWeese                              | únor 2005     |             |                                 |                     | 2293, 2369                                                                                   |
|                        | The Lost Era: The Buried Age                                | John Vornholt                             | červenec 2007 |             |                                 |                     | 2355–2364                                                                                    |
|                        | Slings and Arrows #1: A Sea of Troubles                     | J. Steven York, Christina F. York         | říjen 2007    |             |                                 |                     | 2372                                                                                         |
|                        | The Sky's the Limit                                         | různí                                     | říjen 2007    |             |                                 |                     | 2363–2379                                                                                    |
|                        | Slings and Arrows #2: The Oppressor's Wrong                 | Phaedra M. Weldon                         | listopad 2007 |             |                                 |                     | 2372–2373                                                                                    |
|                        | Slings and Arrows #3: The Insolence of Office               | William Leisner                           | prosinec 2007 |             |                                 |                     | 2372–2373                                                                                    |
|                        | Slings and Arrows #4: That Sleep of Death                   | Terri Osborne                             | leden 2008    |             |                                 |                     | 2372–2373                                                                                    |
|                        | Slings and Arrows #5: A Weary Life                          | Robert Greenberger                        | březen 2008   |             |                                 |                     | 2372–2373                                                                                    |
|                        | Slings and Arrows #6: Enterprises of Great Pitch and Moment | Keith R. A. DeCandido                     | březen 2008   |             |                                 |                     | 2373 (před filmem Star Trek: První kontakt)                                                  |

## „Relaunch“Nové generace
Období po roce 2379, kdy se odehrává film Nemesis, je kvůli rozdílným osudům původní posádky Enterprise označováno jako „relaunch“ (nový start). Z postav známých již ze seriálu Nová generace zůstane na Enterprise pouze kapitán Picard, Worf, Geordi La Forge a doktorka Beverly Crusherová, kteří jsou doplněni novými postavami. První román z tohoto období byl vydán v roce 2005, vydávání řady dosud pokračuje. „Relaunch“ naopak doplňují crossoverové minisérie Destiny, Typhon Pact a The Fall, které kombinují postavy několika startrekovských knižních sérií.
V období „relaunche“ probíhá také děj politického románu Articles of the Federation, jenž nepřímo navazuje na minisérii A Time to… Není však přímou součástí série Nové generace.
| Český název            | Anglický název                               | Autor                  | Vydáno v USA  | Vydáno v ČR | Překladatel     | Nakladatelství v ČR | Časový rámec děje                  |
| ---------------------- | -------------------------------------------- | ---------------------- | ------------- | ----------- | --------------- | ------------------- | ---------------------------------- |
|                        | Articles of the Federation                   | Keith R. A. DeCandido  | květen 2005   |             |                 |                     | 2380                               |
|                        |                                              |                        |               |             |                 |                     |                                    |
| Smrt v zimě            | Death in Winter                              | Michael Jan Friedman   | září 2005     | 2014        | Mirka Dřínková  | Laser-books         | 2379 (po filmu Star Trek: Nemesis) |
| Odpor                  | Resistance                                   | J. M. Dillard          | srpen 2007    | 2017        | Michaela Burock | Brokilon            | 2380                               |
| Q: Otázky a odpovědi   | Q&A                                          | Keith R. A. DeCandido  | září 2007     | 2017        | Vít Pazlar      | Brokilon            | 2380                               |
| Před zneuctěním        | Before Dishonor                              | Peter David            | listopad 2007 | 2017        | Michaela Burock | Brokilon            | 2380                               |
| Větší než pouhý součet | Greater than the Sum                         | Christopher L. Bennett | červenec 2008 | 2017        | Vít Pazlar      | Brokilon            | 2380–2381                          |
| Mír prohrává           | Losing the Peace                             | William Leisner        | červen 2009   | 2019        | Jiří Jaňák      | Laser-books         | 2381                               |
|                        | Indistinguishable from Magic                 | David A. McIntee       | březen 2011   |             |                 |                     | 2383                               |
|                        | Cold Equations #1: The Persistence of Memory | David Mack             | říjen 2012    |             |                 |                     | 2384                               |
|                        | Cold Equations #2: Silent Weapons            | David Mack             | listopad 2012 |             |                 |                     | 2384                               |
|                        | Cold Equations #3: The Body Electric         | David Mack             | prosinec 2012 |             |                 |                     | 2384                               |
|                        | The Stuff of Dreams                          | James Swallow          | březen 2013   |             |                 |                     | 2384                               |
|                        | The Light Fantastic                          | Jeffrey Lang           | červen 2014   |             |                 |                     | 2270, 2286, 2384–2386              |
|                        | Q Are Cordially Uninvited…                   | Rudy Josephs           | říjen 2014    |             |                 |                     | 2380                               |
|                        | Takedown                                     | John Jackson Miller    | února 2015    |             |                 |                     | 2385                               |

## Starfleet Academy
Pro mladé čtenáře vycházela mezi lety 1993 a 1998 číslovaná řada Starfleet Academy (celkem 14 číslovaných románů), která popisuje dobrodružství hlavních postav známých z Nové generace v době, kdy ve svém mládí byli kadety na Akademii Hvězdné flotily.
| Číslo | Anglický název              | Autor                               | Vydáno v USA  | Časový rámec děje |
| ----- | --------------------------- | ----------------------------------- | ------------- | ----------------- |
| 1     | Worf's First Adventure      | Peter David                         | srpen 1993    | 2357              |
| 2     | Line of Fire                | Peter David                         | říjen 1993    | 2357              |
| 3     | Survival                    | Peter David                         | prosinec 1993 | 2357              |
| 4     | Capture the Flag            | John Vornholt                       | červen 1994   | 2353              |
| 5     | Atlantis Station            | V. E. Mitchell                      | srpen 1994    | 2353              |
| 6     | Mystery of the Missing Crew | Michael Jan Friedman                | únor 1995     | 2341              |
| 7     | Secret of the Lizard People | Michael Jan Friedman                | duben 1995    | 2341              |
| 8     | Starfall                    | Brad a Barbara Stricklandovi        | říjen 1995    | 2322–2323         |
| 9     | Nova Command                | Brad a Barbara Stricklandovi        | prosinec 1995 | 2323              |
| 10    | Loyalties                   | Patricia Barnes-Svarney             | duben 1996    | 2342              |
| 11    | Crossfire                   | John Vornholt                       | prosinec 1996 | 2353              |
| 12    | Breakaway                   | Bobbi J. G. Weiss, David Cody Weiss | duben 1997    | 2354              |
| 13    | The Haunted Starship        | Brad a Kathi Fergusonovi            | prosinec 1997 | 2357              |
| 14    | Deceptions                  | Bobbi J. G. Weiss, David Cody Weiss | duben 1998    | 2341              |

## České romány
Plzeňské nakladatelství Laser-books vydalo dva romány českého autora Petra Macka, které jsou zasazeny do prostřední Nové generace. Jedná se o knihy Q alternativa (vydáno 2002) a Zrcadla (vydáno 2004).